# Adoxia foveigera
Adoxia foveigera es un coleóptero de la familia Chrysomelidae. Fue descrita científicamente por primera vez en 1913 por Broun.